# دانييل سافر
دانييل سافر (بالإنجليزية: Danielle Savre)‏ هي ممثلة أمريكية، ولدت في 26 أغسطس 1988 بسيمي فالي في الولايات المتحدة.

## أعمال

### مسلسلات
- المحطة 19

## وصلات خارجية
- دانييل سافر على موقع IMDb (الإنجليزية)
- دانييل سافر على موقع قاعدة بيانات الفيلم (الإنجليزية)